# 米倫 (喬治亞州)
米倫（英語：Millen）是一個位於美国喬治亞州傑佛遜郡的城市。根據2010年美國人口普查，該地人口為2493人，而該地的面積約為9.33平方千米。同時該地也是傑佛遜縣的縣治。

## 地理
米倫的座標為32°48′00″N 81°57′00″W / 32.80000°N 81.95000°W，而該地的平均海拔高度為51米（即167英尺）。